# 파베우 다비도비츠
파베우 마레크 다비도비츠(폴란드어: Paweł Marek Dawidowicz, 1995년 5월 20일 ~ )는 폴란드의 축구 선수로, 현재 이탈리아 세리에 A의 엘라스 베로나 FC에서 수비수로 뛰고 있다.
[[분류:포르투갈에 거주한 폴란드인